# ایتنا

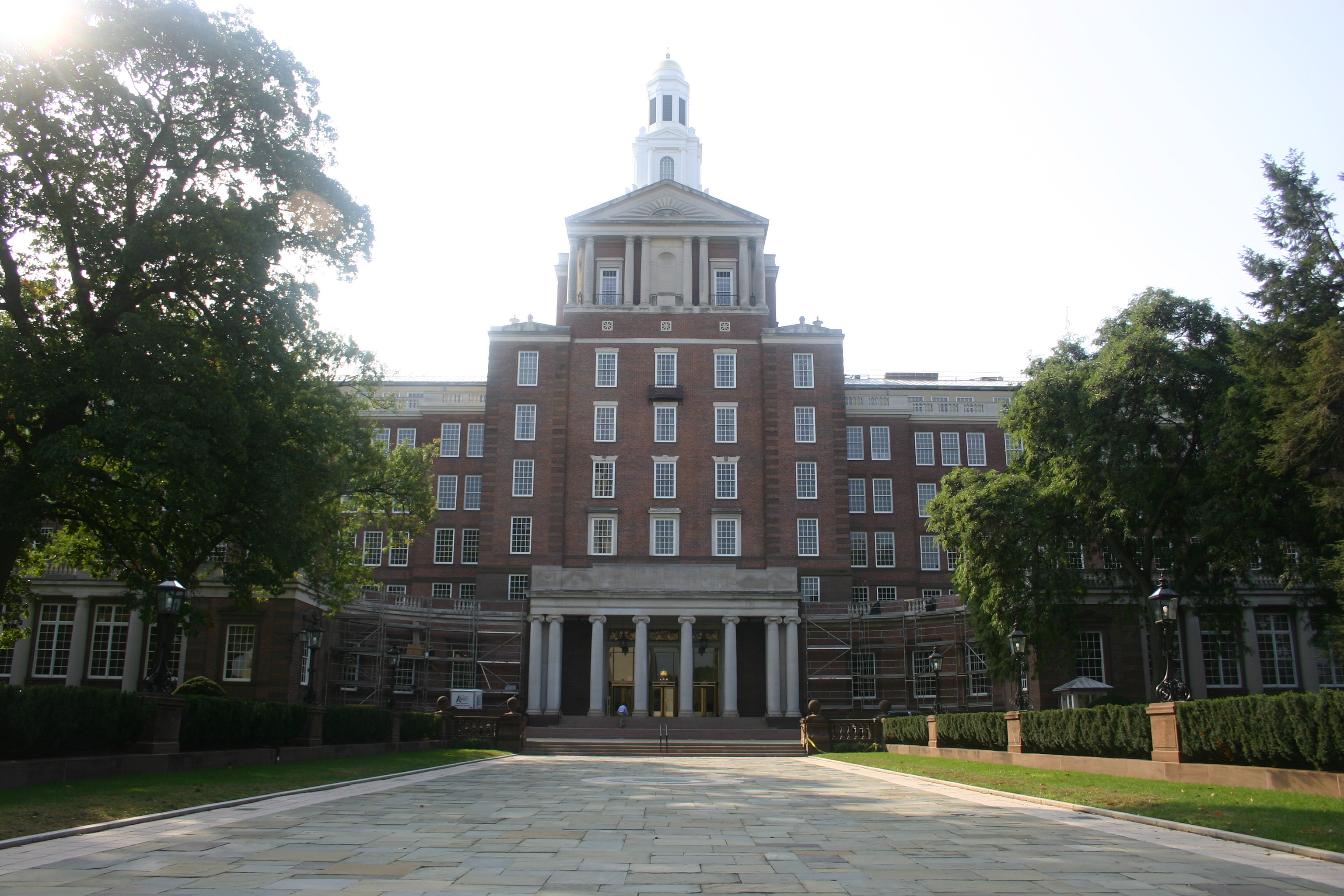
ساختمان مرکزی ایتنا، در هارتفورد، کنتیکت

ایتنا، (به انگلیسی: Aetna) شرکت خدمات درمانی آمریکایی است، که طیف وسیعی از سرویس‌ها و خدمات پزشکی، دارویی، دندان پزشکی، سلامت روانی، مراقبت‌های بهداشتی، مراقبت‌های بلند مدت و برنامه‌های از کار افتادگی، همچنین خدمات بیمه‌های اجتماعی، بیمه‌های درمانی و بیمه‌های عمر را، ارائه می‌نماید.
شرکت ایتنا در سال ۱۸۵۳ توسط الیفالت آدامز باکلی بعنوان یک شرکت بیمه راه‌اندازی شد. این شرکت در سال ۲۰۱۳ در فهرست فرچون ۵۰۰ رتبه ۶۳ از بزرگترین شرکت‌های ایالات متحده آمریکا را به خود اختصاص داد.
دفتر مرکزی این شرکت در شهر هارتفورد، کنتیکت، ایالات متحده آمریکا قرار دارد و سهام آن در بازار بورس نیویورک معامله می‌شود.